# Duane Michals
Duane Michals (Pennsilvània, Estats Units, 1932) és un fotògraf estatunidenc. La seua fotografia va destacar en els anys setanta per les seves seqüències i la incorporació de textos i pintures com a elements de les fotos. Se'l considera un dels principals representants de la fotografia conceptual i filosòfica. L'any 2001 va rebre el Premi PHotoEspaña.

## Biografia
Naix el dia 18 de febrer de 1932 en una família de la classe obrera, el seu pare era un treballador del metall en McKeesport, estat de Pensilvania. Estudia una llicenciatura en la Universitat de Denver, iniciant després un curs de postgrau en l'escola de disseny Parsons, en Nova York, encara que abandona els estudis de dissenyador gràfic abans de finalitzar-los.
La seua formació fotogràfica és autodidacta. El 1958 fa un viatge a la Unió Soviètica i es proposa retratar a totes les persones que es troba. Aquesta situació li crea problemes amb el govern americà, ja que existia tensió per la Guerra Freda. A partir d'aquesta experiència es dedica amb intensitat a la fotografia, descobrix així la seua vocació.
La seua obra més coneguda és en la qual experimenta amb la fotografia, però també té diferents treballs en els diferents camps de la fotografia comercial col·laborant amb premsa, revistes, com Esquire, Vogue, Mademoiselle, ... i en l'edició del treball gràfic d'alguns discos musicals. També ha rebut premis per la seua obra en Estats Units, Gran Bretanya, França i l'estat espanyol.

## Trajectòria artística
Atget és el fotògraf que més ha influït en les seues obres. Encara que en les seues fotografies es nota la influència del surrealisme, especialment de Magritte, Balthus i Chirico. No obstant això, sol introduir elements de reflexió sobre l'existència humana, concretament sobre el sexe, l'humor i la violència, segons el seu punt de vista, a la societat li importa més la imatge que les idees.
Va realitzar la seua primera exposició en la Underground Gallery de Nova York amb els retrats realitzats en el seu viatge a Rússia el 1963. Els retrats que ha anat realitzant després han continuat aquesta tendència de fer-los en el seu propi ambient i no utilitzant l'estudi fotogràfic. Amb els retrats realitzats entre 1958 i 1988 ha realitzat un llibre cridat Album.
Experimenta a través del muntatge fotogràfic, i la tècnica de doble i de triple exposició. Intentant mantenir-se entre la realitat i la ficció, amb una gran quantitat d'il·lustració de fantasies. A partir de 1966 comença un nou període amb el seu treball Sequences, amb el qual naixeran alguna de les seues seqüències més famoses. En la dècada dels 70 començarà a introduir text.
Les seues obres fotogràfiques poden trobar-se en les col·leccions permanents del Museu Metropolità d'Art, el MOMA, el Museu J. Paul Getty, el Museu d'Art de Filadèlfia, Moderna Museet, Estocolm, Suècia; Museu Nacional d'Art Modern de Kyoto, Japó; National Art Gallery d'Auckland, Austràlia; i el Museu d'Israel a Jerusalem; ..